# Charlien

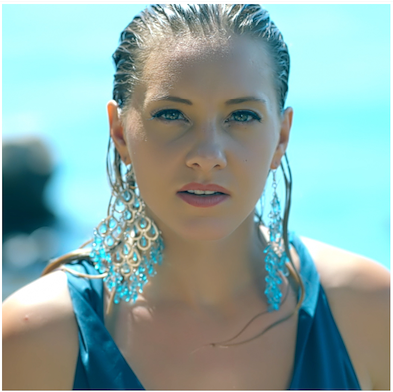
Charlien

Charlien (bürgerlich Charlien Egger) ist eine österreichische Schlagersängerin und Entertainerin.
Nach ihren TV-Auftritten (Starnacht am Wörthersee, ZDF-Fernsehgarten, Immer wieder Sonntags, Wenn die Musi spielt und Ross Antony Show) erlangte sie Bekanntheit im deutschsprachigen Raum. Ihr Lied Millionen Optionen erreichte die Top10 der Deutschen und Österreichischen Radiocharts.

## Diskografie (Auswahl)
- 2019: Echo
- 2021: Ich lüge so gut
- 2021: Liebe hoch 10
- 2022: Fühlst du nichts
- 2023: Millionen Optionen
- 2023: Einfach So
- 2023: Doppelt ist gut, mit DJ Herzbeat
- 2024: #Liebe (Hashtag Liebe)
- 2024: Tornado
- 2024: Musik meines Herzens (The Music Of My Heart), Duett mit Semino Rossi.
- 2025: Intensiv
- 2025: WOW (Ist das denn noch normal)

## Auszeichnungen
- Smago Award: 2023[6]